# 银沙罗甸
银沙罗甸是元朝时期位于今普洱市澜沧、西盟一带的土府，治所在今澜沧拉祜族自治县以北的上允镇。
延祐三年（1316年），车里府曾侵扰银沙罗甸。泰定四年（1327年），谋粘路土官招降八百媳妇国，被银沙罗甸土官遮杀。
天历二年（1329年），银沙罗甸和木连路从大理金齿等处宣慰司分出，设置银沙罗甸等处宣慰司都元帅府。
至正八年（1348年）麓川思可法南侵，木连路和银沙罗甸被并入麓川。至正十五年（1355年）思可法归附元朝，设平缅宣慰司，明朝改为麓川平缅宣慰司。麓川平缅司被废后，银沙罗甸故地先隶属于孟定府，后划归孟琏长官司和耿马安抚司（耿马安抚司依然由孟定府领有）。

## 资料来源
1. ↑  . 中国论文网.   [2017-10-30]. （原始内容存档于2019-07-01）.
2. 1 2  莫, 汝德. . 傣族网. 孟连旅游网. 2009-02-17  [2017-10-30]. （原始内容存档于2017-11-07）.